# Elduvík
Elduvík (dánul: Eldevig) település Feröer Eysturoy nevű szigetén. Közigazgatásilag Runavík községhez tartozik.

## Földrajz

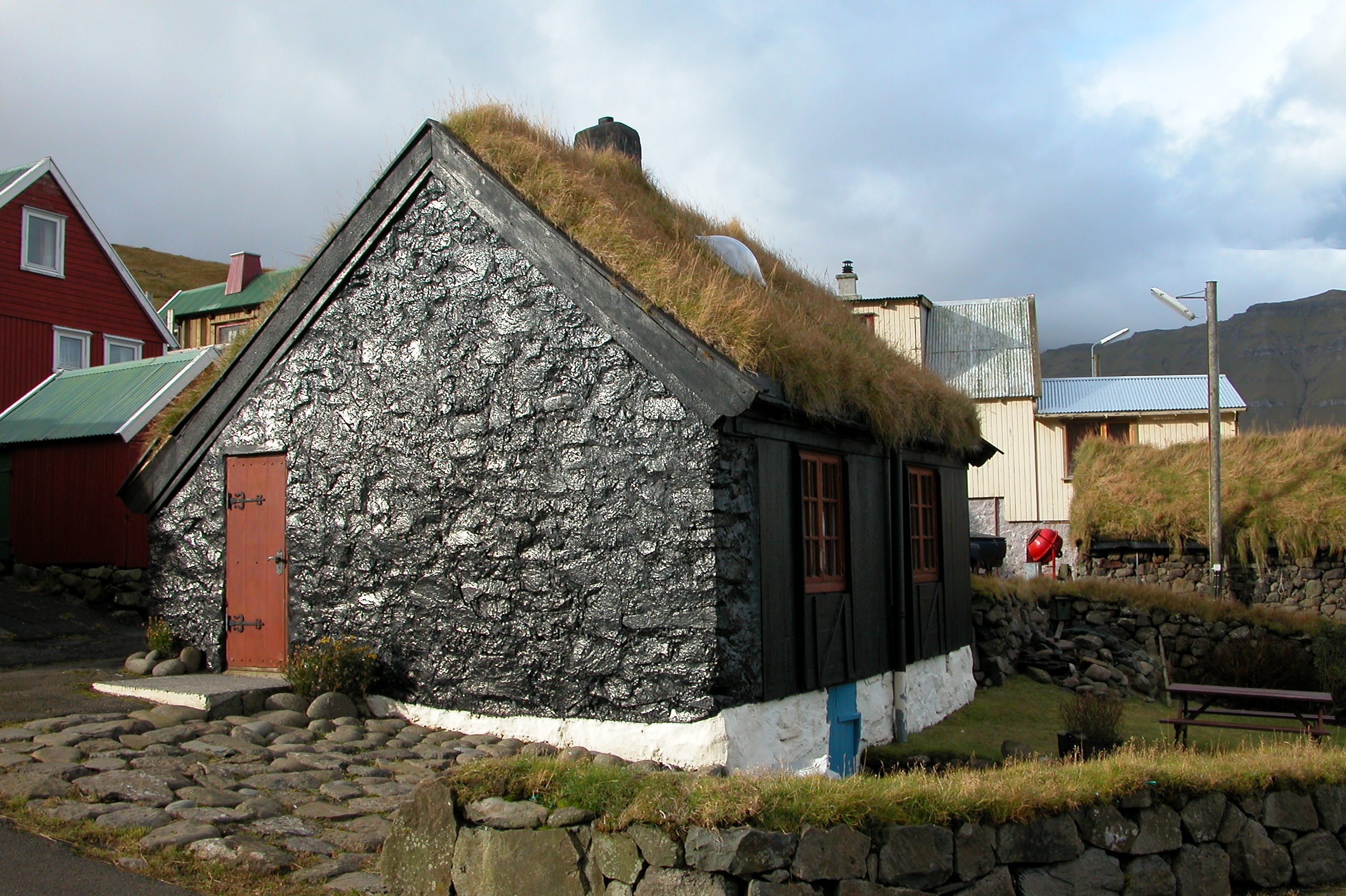
Elduvík házai

A település sziget északkeleti oldalán, a mélyen benyúló Funningsfjørður délkeleti partján fekszik. Egy patak szeli ketté. Lapos tengerpartját kavicsok borítják.

## Történelem
Első írásos említése az 1350-1400 között írt Kutyalevélben található. A falu temploma 1952-ben épült.
Elduvík 2005. január 1. óta tartozik Runavík községhez, előtte Elduvík község része volt.

## Népesség
| Év          | Lakosság |
| ----------- | -------- |
| 1986.01.01. | 32       |
| 1991.01.01. | 35       |
| 1996.01.01. | 31       |
| 2001.01.01. | 26       |
| 2006.01.01. | 30       |

## Közlekedés
Elduvík zsákfalu: csak délnyugati irányból, Funningsfjørður felől közelíthető meg. Autóbusz-összeköttetése nincsen.